# Ray Slijngaard
Raymond Slijngaard (Amsterdam, 28 giugno 1971) è un musicista e rapper olandese, conosciuto come membro del duo 2 Unlimited.

## Biografia
Nel 1991, insieme alla vocalist Anita Doth e a due produttori belgi ha fondato il duo musicale 2 Unlimited, che ha ottenuto un buon successo con Get Ready for This. Il gruppo si è sciolto nel 1996 (ovvero è cambiata la formazione) per poi riunirsi di nuovo nel 2009 con il nome Ray & Anita. Slijngaard ha pubblicato anche alcuni singoli da solista nel 1997, ossia 3 X A Day e Do You Think I'm Sexy.